# Sofronie Oțel
Sofronie Oțel (n. 12 iunie 1963, Apa Asău, România) este un cleric ortodox de stil vechi din România, care îndeplinește în prezent funcția de episcop-vicar al Bisericii Ortodoxe de Stil Vechi din România. 

## Biografie
Sofronie Oțel s-a născut la data de 12 iunie 1963, în comuna Apa Asău (județul Bacău), în familia unui preot care respecta calendarul vechi, primind la botez numele de Silvestru. Fiind obișnuit de mic cu practica slujbelor bisericești, intră ca frate la Mănăstirea Slătioara, fiind luat sub ocrotirea Părintelui Ieromonah Ghermano. Fiind supus ascultărilor riguroase din mănăstire, după nouă luni primește de la IPS Mitropolit Glicherie Tănase fesul călugăresc și rasa, iar ulterior, după câțiva ani, este tuns în monahism cu numele de Sofronie. 
La trei ani după primirea călugăriei, în Duminica Floriilor, monahul Sofronie este hirotonit ierodiacon, de către Î.P.S. Mitropolit Silvestru Onofrei, iar în Duminica Sfintei Cruci a Postului Mare, din anul 1992, ierodiaconul Sofronie este hirotonit ieromonah. El nu are studii superioare, dar a făcut "specializări" în Statele Unite ale Americii la una din mânăstirile de acolo care funcționează pe stil vechi. A fost ridicat ulterior la rangul de arhimandrit al Mitropoliei Ortodoxe de Stil Vechi de la Mănăstirea Slătioara.
În anul 1995, în Biserica Mitropoliei Slătioara, arhimandritul Sofronie Oțel a fost hirotonit ca episcop-vicar al Bisericii Ortodoxe de Stil Vechi din România cu titulatura de "Suceveanul", de către Î.P.S. Mitropolit Vlasie Mogârzan, secondat de alți trei episcopi, Demostene Ioniță Nemțeanul, Ghenadie Gheorghe Băcăuanul și Pahomie Morar Vrânceanul. În prezent, PS Sofronie este locțiitor de stareț al Mănăstirii Slătioara, desfășurând o intensă activitate pastorală, atât în țară, cât și peste hotare.
Într-un interviu din iunie 2006, PS Sofronie vehicula numărul de un milion de credincioși de stil vechi "răspândiți în toată țara", majoritatea concentrați în Moldova. Întrebat de ce se menține calendarul iulian în Biserică, dacă din punct de vedere astronomi cel gregorian este mai exact, episcopul Sofronie a afirmat că "Se poate să fie lucrul ăsta, dar după cum spune și Sf. Ioan Gură de Aur: S-a făcut despărțire în Biserică, și despărțirea nici sângele mucenicilor n-o spală! Au fost niște rânduieli pe care trebuie să le păstrăm! Nici îngerii din cer nu pot să vină și să schimbe ceea ce s-a întemeiat de către Duhul Sfânt(Pavel). Noi știm că la Sinodul întâi s-au pus bazele și s-a lăsat calendarul iulian..." El susține că problema calendarului ar trebui să fie deosebit de importantă pentru bisericile creștine, reproșând ortodocșilor de stil nou că sărbătoresc Paștele după stilul vechi, pe când restul calendarului este Gregorian. 
„O singură dată a înviat Iisus. Deci, măsurătoarea ar trebui să se facă o singură dată pe an. Ăsta este crezul meu, în credința asta s-au mântuit sfinții și eu o păstrez  !”—Sofronie Oțel